# Camusot (pai)
Camusot, nascido em 1765, é uma personagem da Comédia Humana, de Honoré de Balzac. Ele aparece principalmente em Illusions perdues. Debochado, aficionado por festas galantes, ele tem um grande papel na queda de Coralie, mas quando é nomeado juiz comissário de falência no tribunal do comércio, ele faz o impossível por salvar seu amigo César Birotteau.
De sua primeira esposa, única herdeira dos irmãos Pons, bordadeiros da corte imperial, ele tem um filho que se tornará o juiz Camusot, que casa em 1819 com a filha de um oficial do gabinete do real em Le Cabinet des Antiques e Un début dans la vie.
Sua segunda esposa, filha mais velha de Jean-Jérôme Cardot, proprietário da loja Le Cocon d'Or, lhe traz um sólido dote. Seu cunhado lhe deixa a propriedade da loja de sedas. É um excelente negócio que o enriquece. Ele tem três filhos dela.
Amigo de Monsieur Guillaume no Primeiro Império em La Maison du chat-qui-pelote ele é convidado ao baile de César Birotteau em 1818.
Em 1821, ele mantém Coralie. Companheiro de diversões do seu cunhado Cardot, ele frequenata também Philippe Bridau e Florine em La Rabouilleuse.
Em 1822 em Ilusions perdues, ele está completamente bêbado ao fim do jantar de Florine. Coralie e Lucien de Rubempré se aproveitam para fugir juntos. Primeiramente generoso com Coralie que vem a ele tirar dinheiro para Lucien, se torna ciumento e arruina sua carreira fazendo-a perder um papel magnífico escrito por Félicité des Touches. Coralie e Lucien caem na mais profunda miséria. Mas para o enterro de Coralie, Camusot compra uma concessão perpétua no cemitério de Père-Lachaise.
Em 1834, aposenta-se dos negócios
Em 1844 em Le Cousin Pons, ele se torna membro do conselho geral de manufaturas, conselheiro municipal e deputado de Paris, depois é nomeado barão e par da França em 1845.
Camusot aparece também em La Muse du département e Splendeurs et misères des courtisanes.